# Korrbäke
Die Korrbäke ist ein rechtsseitiger Nebenfluss der Lethe im niedersächsischen Landkreis Oldenburg.

## Verlauf
Die Quelle des etwa 16 km langen Baches befindet sich südlich der Ortschaft Sage im westlichen Bereich der Gemeinde Großenkneten. Die Korrbäke fließt dann in nördlicher Richtung, unterquert die Sager Straße (L 870) und ändert nach etwa 3 Kilometern die Richtung nach Westen. Kurz nach Unterquerung der A 29 ändert sich die Fließrichtung wieder nach Norden. Sie mündet schließlich nördlich von Littel rechtsseitig in die Lethe.

## Naturschutz
Die Korrbäke besitzt 28 Sohlabstürze mit Höhenunterschieden von 0,6 bis 1,0 Meter. Der überwiegende Teil davon besteht aus Betonfertigteilen, die von Fischen nicht überwunden werden können. In den letzten Jahren ist damit begonnen worden, diese durch Sohlgleiten zu ersetzen. Dadurch wird es den hier lebenden Fischen wie Barsch, Brasse, Hecht oder Rotauge ermöglicht, den Bach besser zu durchqueren.